# OpenSearch (軟體)
OpenSearch包含了搜索引擎（也稱為OpenSearch）與OpenSearch Dashboards（此搜尋引擎的資料可視化儀表板）。此軟體始於2021年，作為Elasticsearch與Kibana的分支，主要由亚马逊云计算服务開發。

## 歷史
此專案是在Elastic NV將其新版本軟體的授權從開放原始碼的Apache许可证改為伺服器端公眾授權條款後所建立的。截至2021年7月，僅有亚马逊云计算服务可對其進行維護，且可直接對原始碼儲存庫寫入，儘管他們邀請其他人發出拉取請求。Logz.io、CrateDB、紅帽公司等其他公司也宣佈會建立或加入社群以繼續使用並維護此開放原始碼軟體。

### OpenSearch
OpenSearch是一個以Lucene為基礎的搜索引擎，最初是Elasticsearch服務7.10.2版的分支。其移除了Elastic NV的智慧財產權與追蹤技術，並以Apache许可证第二版授權。維護者已承諾在其初始版本中與Elasticsearch完全相容。

### OpenSearch Dashboards
OpenSearch Dashboards最初是Elastic的Kibana軟體7.10.2的分支，並以Apache许可证第二版授權。